# یوکا اینوکچی
یوکا اینوکچی (انگلیسی: Yuka Inokuchi; ۵ ژوئن ۱۹۷۸ – ) صداپیشگی در ژاپن، و بازیگر اهل ژاپن بود. وی از سال ۱۹۹۹ میلادی تاکنون مشغول فعالیت بوده‌است.